# Acharnaikos FC
O Acharnaikos FC é um clube de futebol sediado em Acharnes, Atenas, Grécia. A equipe compete no Campeonato Grego de Futebol da Segunda Divisão.

## História
O clube foi fundado em 1953.